# Глория (фильм, 1980)
«Глория» (англ. Gloria) — кинофильм режиссёра Джона Кассаветиса, вышедший на экраны в 1980 году.

## Сюжет
Глория Свенсон — бывшая подружка гангстера.
В её квартире прячется шестилетний соседский мальчик-пуэрториканец, ставший единственным свидетелем расправы мафии над своими родителями…

## В ролях
| Актёр             | Роль                       |
| ----------------- | -------------------------- |
| Джина Роулендс    | Глория Свенсон             |
| Джон Адамес       | Фил Доун                   |
| Джули Кармен      | Джери Доун                 |
| Бак Генри         | Джек Доун                  |
| Джессика Кастильо | Джоан Доун                 |
| Базилио Франчина  | Тони Танзини               |
| Вал Эйвери        | Силл                       |
| Тони Кнезич       | первый гангстер            |
| Том Нунен         | второй гангстер            |
| Рональд Макконе   | третий гангстер            |
| Рей Бейкер        | помощник менеджера в банке |
| Лоуренс Тирни     | бармен с Бродвея           |

## Награды и номинации
- 1980 — приз «Золотой лев» и почётное упоминание Католического киноцентра на Венецианском кинофестивале (оба — Джон Кассаветис).
- 1981 — номинация на премию «Оскар» за лучшую женскую роль (Джина Роулендс).
- 1981 — номинация на премию «Золотой глобус» за лучшую женскую роль — драма (Джина Роулендс).
- 1981 — премия «Золотая малина» в категории «Худший актёр второго плана» (Джон Адамес).

## Ремейк
В 1999 году был выпущен одноимённый ремейк фильма по сценарию, переработанному Стивом Энтином, с Шэрон Стоун в главной роли. Режиссёром выступил Сидни Люмет.